# Jez U Autokempu
Jez U Autokempu, nazývaný také jez Ostravice, km 33,3, je železobetonový vodní jez na řece Ostravice v povodí veletoku Odra. Nachází se v části Frýdlant města Frýdlant nad Ostravicí. Geograficky se také nalézá v Moravskoslezském kraji v pohoří Podbeskydská pahorkatina a na Moravě.

## Historie a popis jezu
Jez U Autokempu se nachází vedle Kempinku Beskydy (Autokemp Beskydy) na 33,3 km toku řeky Ostravice. Je to jez bez propusti, který má parabolický profil a šířku 30 m. Z pohledu vodáctví je jez nesjízdný, utopilo se zde již několik lidí, a lodě se přenášejí vpravo nebo ještě lépe vlevo podle stavu podrostu. Kolem jezu vede také cyklistická trasa 59.